# Raphael Warnock
Pour les articles homonymes, voir Warnock.
Raphael Warnock, né le 23 juillet 1969 à Savannah (Géorgie), est un pasteur chrétien baptiste et homme politique américain.
Il est le pasteur principal de l'Église baptiste Ebenezer à Atlanta depuis 2005. Raphael Warnock s'impose dans la politique géorgienne en tant que meneur de la campagne visant à étendre Medicaid en vertu de la loi sur les soins abordables. Membre du Parti démocrate, il se présente aux élections spéciales au Sénat des États-Unis en 2020 et 2021 en Géorgie pour le siège occupé par Kelly Loeffler. Au lendemain du second tour, il est déclaré vainqueur par la presse, devenant le premier démocrate Afro-Américain à représenter la Géorgie à la chambre haute du Congrès.

## Biographie
Raphael Warnock est originaire de Savannah en Géorgie. Onzième des douze enfants de Verlene et Jonathan Warnock, tous deux pasteurs pentecôtistes, il grandit dans des logements sociaux.
Son père est un ancien militaire ayant servi dans l'armée américaine pendant la Seconde Guerre mondiale, où il apprend la mécanique automobile et la soudure. Il ouvre ensuite une petite entreprise de restauration automobile où il répare des voitures abandonnées pour les revendre, avant de devenir pasteur.
Raphael Warnock est diplômé du lycée Sol C. Johnson et, voulant suivre les traces de Martin Luther King Jr., il choisit de suivre ses études en psychologie au Morehouse College et a obtenu un Bachelor of Arts,. Il attribue sa réussite universitaire à sa participation au programme Upward Bound, qui lui a permis de suivre des cours universitaires précoces à la Savannah State University. Il a ensuite étudié en théologie à l'Union Theological Seminary, une école affiliée à l'université Columbia, et a obtenu un master (Master of Divinity), puis il a étudié la philosophie et a obtenu un master et un doctorat,,.

### Ministère
Dans les années 1990, Raphael Warnock est pasteur de la jeunesse puis pasteur adjoint à l'église baptiste abyssinienne de New York,. Celle-ci s’est distinguée en recevant Fidel Castro en 1995. À la mort de celui-ci en 2016, Raphael Warnock organise une prière pour le peuple cubain et déclare que l’héritage de l'ancien dirigeant était « complexe, un peu comme l’héritage de l’Amérique est complexe ».
En 2002, Raphael Warnock, alors pasteur principal de la Douglas Memorial Community Church à Baltimore, Maryland, et un pasteur adjoint sont arrêtés et accusés d'avoir fait obstruction à une enquête policière sur des cas présumés de maltraitance d'enfants dans un camp géré par l'église du comté de Carroll, Maryland. Raphael Warnock déclare que l'abus présumé n'était pas sexuel et nie avoir commis tout acte répréhensible en essayant d'empêcher un soldat d'interroger des conseillers. Il dit qu'il affirmait seulement que des avocats auraient dû être présents pendant les entretiens. Raphael Warnock déclare ensuite qu'il n'était intervenu que pour s'assurer qu'un adulte était présent pendant l'interrogatoire d'un suspect mineur. Les procureurs abandonnent les poursuites contre Raphael Warnock, et reconnaissent qu'il s'agissait d'une «mauvaise communication», ajoutant que Warnock avait aidé l'enquête et que les poursuites seraient un gaspillage de ressources,.
En 2005, Raphael Warnock devient le pasteur principal de l'Ebenezer Baptist Church à Atlanta, une église où Martin Luther King Jr a été pasteur. Il est le cinquième et le plus jeune pasteur principal d'Ebenezer depuis sa fondation,,.
En tant que pasteur, Raphael Warnock plaide pour la clémence pour Troy Davis, qui sera exécuté en 2011. 
En 2013, il a prononcé la bénédiction lors du service public de prière lors de la deuxième investiture de Barack Obama. 
En mars 2019, Raphael Warnock a organisé une réunion interconfessionnelle sur le changement climatique dans son église, avec Al Gore et William Barber II.

## Parcours politique

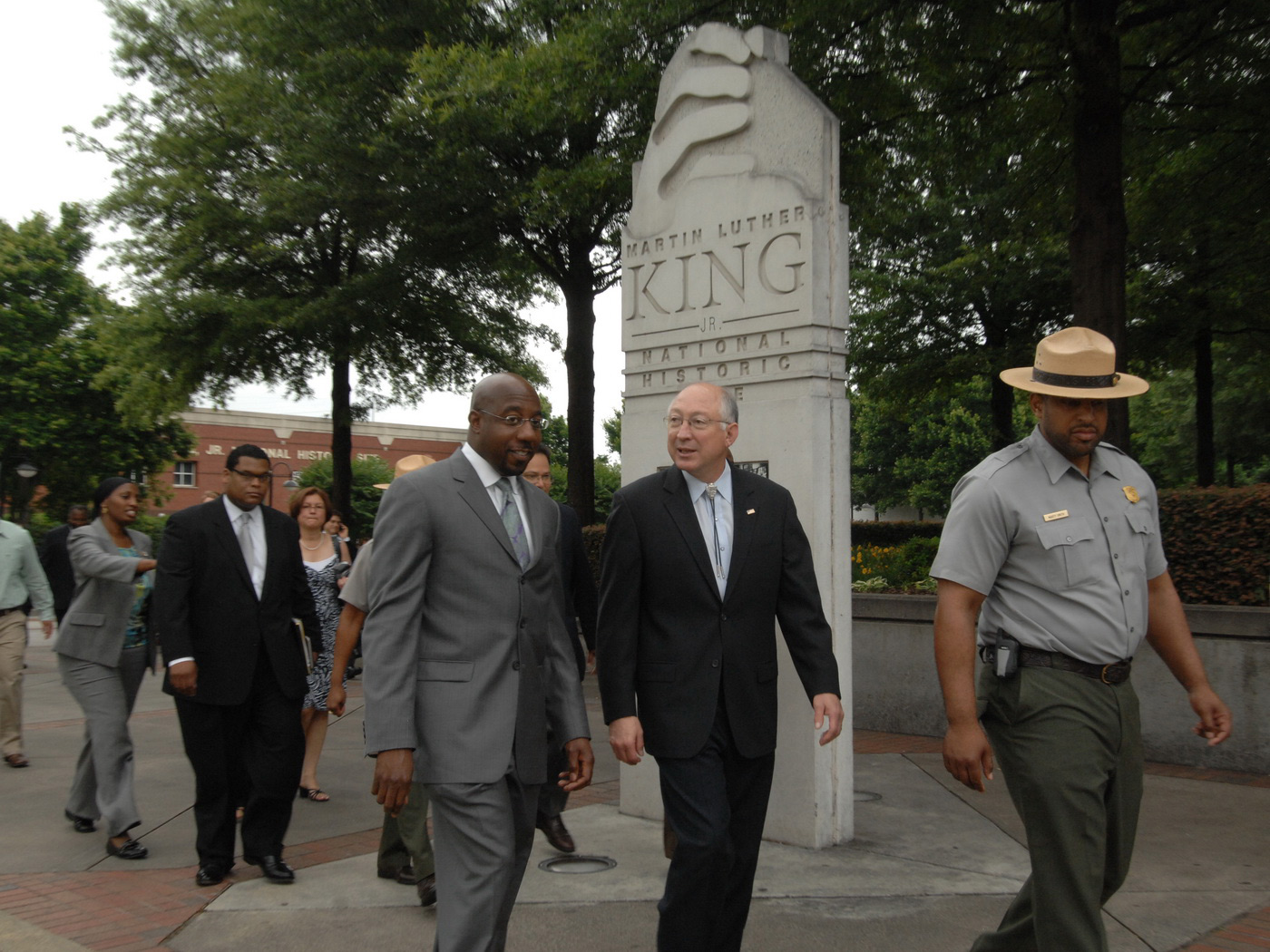
Raphael Warnock avec Ken Salazar au Parc historique national Martin Luther King Jr. en 2009.

Raphael Warnock s'impose dans la politique géorgienne en tant que chef de file de la campagne visant à étendre Medicaid dans l'État. En mars 2014, Raphael Warnock dirige un sit-in au Capitole de l'État de Géorgie pour faire pression sur les législateurs de l'État pour qu'ils acceptent cette expansion, permise par la loi sur la protection des patients et les soins abordables. Lui et d'autres dirigeants sont arrêtés pendant la manifestation,. En 2015, Warnock envisage de se présenter aux élections de 2016, en tant que membre du Parti démocrate, pour le siège du Sénat américain détenu par Johnny Isakson. Il choisit toutefois finalement de ne pas se présenter,.
De juin 2017 à janvier 2020, Raphael Warnock préside le New Georgia Project, une organisation non partisane engagée pour encourager la participation électorale,.
Raphael Warnock appelle à l'adoption du Voting Rights Act de 1965 proposé par John Lewis,. Il soutient également l'augmentation du financement en faveur des victimes économiques du Covid-19. 
Partisan du droit à l'avortement et du mariage homosexuel, il est soutenu par Planned Parenthood,. Il s'oppose au port dissimulé des armes à feu, affirmant que les chefs religieux ne veulent pas d'armes à feu dans les lieux de culte. Raphael Warnock s'est également longtemps opposé à la peine de mort, plaidant pour le condamné à mort Troy Davis, qui sera exécuté en 2011 malgré les preuves qui soutenaient son innocence,.

### Élection spéciale du Sénat américain 2020-2021
En janvier 2020, Raphael Warnock décide de se présenter aux élections spéciales de 2020 pour le siège du Sénat américain détenu par Kelly Loeffler, nommée après la démission d'Isakson. Sa candidature est soutenue par les sénateurs démocrates Chuck Schumer, Cory Booker, Sherrod Brown, Kirsten Gillibrand, Jeff Merkley, Chris Murphy, Bernie Sanders, Brian Schatz et Elizabeth Warren, le Comité de campagne sénatoriale démocrate, Stacey Abrams et les anciens présidents Barack Obama et Jimmy Carter,,,,. Plusieurs joueurs de l'Atlanta Dream, une équipe WNBA détenue conjointement par Loeffler, portent des chemises soutenant Warnock en réponse aux commentaires controversés de Loeffler sur le mouvement Black Lives Matter. Pendant la campagne, ses adversaires politiques utilisent sur les réseaux sociaux des photos retouchées assombrissant sa peau.
Le 6 janvier 2021, au lendemain du second tour, la presse annonce sa victoire,, faisant de lui le premier afro-américain démocrate à représenter un ancien État confédéré au Sénat américain.

### Élection de 2022
Lors des midterms du 8 novembre 2022, Raphael Warnock affronte Herschel Walker, ancienne vedette du football américain adoubé par Donald Trump. Raphael Warnock remporte 49,44 % des voix, devançant ses adversaires Herschel Walker (48,49 %) et le libertarien Chase Olivier (2,07 %). Aucun des candidats n'ayant atteint la majorité absolue, conformément aux lois électorales spécifiques à l’État de Géorgie, un second tour appelé « runoff » est organisé pour départager les deux candidats arrivés en tête. Lors de l'élection du 6 décembre 2022, Raphael Warnock est élu avec 51,4 % des suffrages. Cette victoire permet au Parti démocrate de consolider sa majorité au Sénat.
Engagé sur l'aile gauche du Parti démocrate, Raphael Warnock s'est engagé notamment pour l’augmentation du salaire minimum, un meilleur accès à la santé, la restriction des ventes d’armes, la défense du droit à l'avortement et l’allègement des dettes des étudiants. Face à l'inflation (12 % en Géorgie en 2022), il dénonce les profits des compagnies pétrolières et pharmaceutiques et appelle au plafonnement des prix des médicaments.

## Vie privée
Raphael Warnock épouse Oulèye Ndoye lors d'une cérémonie publique le 14 février 2016 ; le couple avait organisé une cérémonie privée en janvier,. Ils ont deux enfants. 
Le couple se sépare en novembre 2019 et leur divorce est finalisé en 2020. Selon un rapport de police, Ndoye aurait accusé Warnock de lui avoir écrasé le pied avec sa voiture en essayant d'échapper à une vive dispute, mais les médecins n'ont trouvé aucun signe de blessure. Des images d'une caméra corporelle d'un entretien avec la police pendant l'incident ont été rendues publiques avant le second tour des élections.